# Sinan Güler
Sinan Güler (Istanboel, 8 november 1983) is een Turks basketbalspeler die uitkomt voor Fenerbahçe Ülker. Sinds 2009 representeert hij ook het Turkse nationale basketbalteam, waarmee hij in 2010 een zilveren medaille won op het Wereldkampioenschap basketbal mannen. Zijn jongere broer Muratcan Güler speelt ook basketbal, bij Beşiktaş JK.